# Železniško postajališče Libna
Železniško postajališče Libna je eno izmed železniških postajališč v Sloveniji, ki oskrbuje bližnja naselja Stari Grad (kjer se dejansko nahaja), Spodnji Stari Grad, Dolenja vas pri Krškem, Libna in Spodnja Libna. Postajališče sestavljata dva perona, na vsaki strani proge po eden.